# Old and New Jams
Old and New Jams è un album del rapper statunitense Spoonie Gee, pubblicato nel 1989.
Oltre ai nuovi singoli, il disco contiene Spoonin' Rap, successo dell'album precedente.

## Tracce
- (You Ain't Just a Fool) You's an Old Fool
- I'll Serve You Right
- Spoonin' Rap
- This Is the Place to Be
- Street Girl
- Get Off My Tip
- Spoon Spoon Spoonie